# Parigi-Camembert 1976
La Parigi-Camembert 1976, trentasettesima edizione della corsa e valida come evento del circuito UCI categoria CB1.1, si svolse il 20 aprile 1976. Fu vinta dal francese Bernard Hinault.
I corridori che presero il via furono 69, mentre coloro che portarono a termine la corsa furono 43.

## Ordine d'arrivo (Top 10)
| Pos. | Corridore         | Squadra                | Tempo |
| ---- | ----------------- | ---------------------- | ----- |
| 1    | Bernard Hinault   | Gitane-Campagnolo      |       |
| 2    | Jacques Esclassan | Peugeot-Esso-Michelin  | a 12" |
| 3    | André Gevers      | Lejeune-BP             | s.t.  |
| 4    | Roger Legeay      | Lejeune-BP             | s.t.  |
| 5    | Mariano Martínez  | Lejeune-BP             | s.t.  |
| 6    | Patrick Beon      | Peugeot-Esso-Michelin  |       |
| 7    | Joël Hauvieux     | Lejeune-BP             |       |
| 8    | Bernard Bourreau  | Peugeot-Esso-Michelin  |       |
| 9    | Bernard Quilfen   | Gitane-Campagnolo      |       |
| 10   | Serge Aubey       | Gan-Mercier-Hutchinson |       |